# Telly Savalas
Telly Savalas (Aristotles Savalas, Garden City, Long Island, Nova Iorque, 21 de janeiro de 1922 - Universal City, Califórnia, 22 de janeiro de 1994) foi um ator de televisão e cinema dos Estados Unidos filho de imigrantes gregos.

## Biografia
Serviu como soldado na Segunda Guerra Mundial e estreou como ator tardiamente em seriados televisivos no final dos anos 50. Antes de ser escalado como Kojak, era conhecido apenas por papéis de bandido, muitos deles rodados na Itália. Também foi indicado para o Oscar, em 1963, por sua atuação coadjuvante em Birdman of Alcatraz.

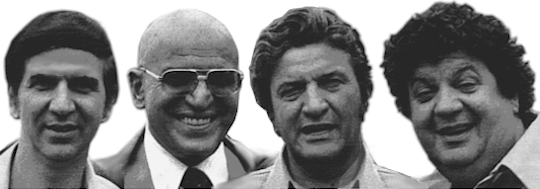
Os irmãos Savalas (e-d): Teddy, Telly, Gus e George

Através do detetive Kojak, em 1973, que Telly Savalas tornou-se internacionalmente conhecido, além de ganhar um Emmy pela atuação na série. A fama fez com que chegasse a gravar dois discos de canções românticas. Com o fim do seriado, retirou-se da vida artística e passou a se dedicar ao golfe, seu hobby favorito. Além de interpretar Kojak, também interpretou Ernst Stavro Blofeld no filme de James Bond On Her Majesty's Secret Service. Em 1979 teve papel relevante no filme "Dramático Reencontro no Poseidon", sequência de "O Destino de Poseidon".
Morreu em 1994 devido a complicações de um câncer de bexiga. Foi enterrado na ala George Washington do Forest Lawn Memorial Park, em Los Angeles. Em sua lápide, uma conhecida citação de Platão: "A hora da partida chegou, e seguimos nossos caminhos: eu para morrer, e você para viver. O que é melhor só Deus sabe."

## Outras imagens

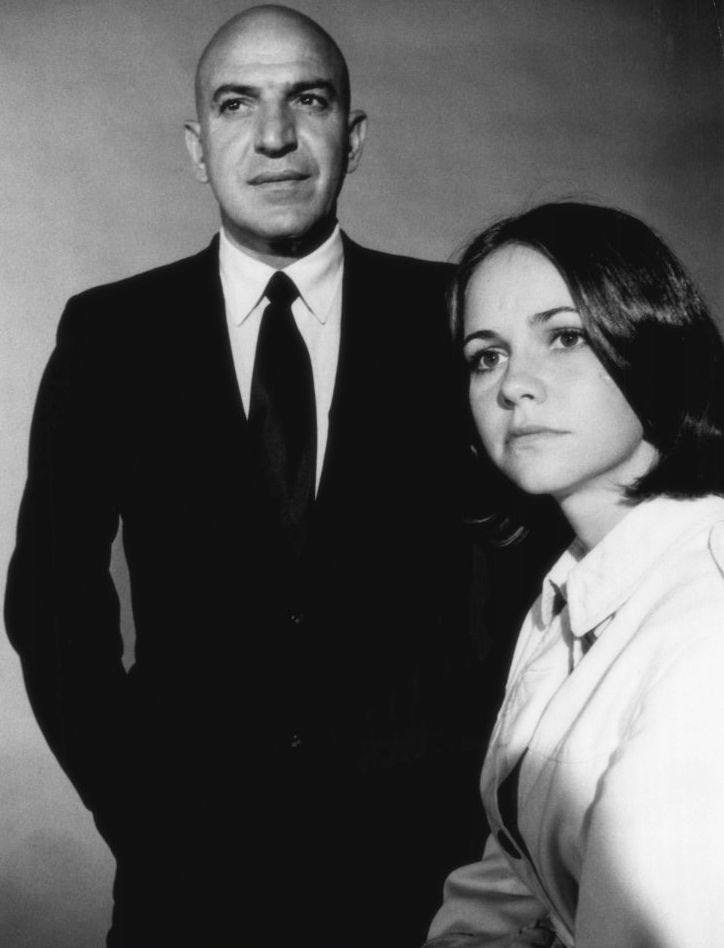
Com Sally Field em 1971.
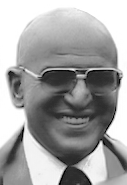
Telly Savalas em 1980.